# Жиліна Зінаїда Іванівна
Жиліна Зінаїда Іванівна (нар.6 листопада 1936, с. Рівнець, Орловська область, РФ) — радянська та українська вчена-хімік, доктор хімічних наук (1992) та професор (1992)..

## Біографія
Жиліна Зінаїда Іванівна закінчила у 1964 р Одеський університет. Відтоді там й працює: у 1975—1985 рр. — завідувач сектору синтезу транквілізаторів; у 1985 р. — завідувач лабораторії синтезу лікарських препаратів.

## Основні наукові дослідження
Основний напрям наукових досліджень — розробка фундаментальних проблем синтезу лікарських препаратів.

## Основні наукові праці
- Монофункциональные производные тетрафенилпорфирина // УХЖ. 1991. Т. 57, № 9; Гидазепам. К., 1992;
- Синтез и спектрально-люминесцентные свойства иттербиевых комплексов порфиринов // УХЖ. 1995. Т. 61, № 8;
- Успехи химии порфиринов — функционализация b-положений мезоарилпорфиринов. О., 1996;
- Синтез, структура, полимеризационные превращения и каталитические свойства винилпорфириновых комплексов палладия и кобальта // Изв. РАН. Сер. хим. 2007. № 1 (усі — співавт.).